# Prinses Christina Concours
Het Prinses Christina Concours (PCC) is een jaarlijks concours dat klassieke muziek, jazz en compositie tracht te promoten onder kinderen en jongeren van 4 tot en met 21 jaar. Oorspronkelijk heette het Edith Stein Concours, naar het Edith Stein College in Den Haag. In 1990 verleende de Nederlandse prinses Christina haar naam aan het concours.
Het Prinses Christina Klassiek Concours vindt elk jaar plaats en deelt Nederland op in 5 regio's: Zuid, West 1, West 2, Midden en Noord. Per regio spelen maximaal 70 deelnemers die worden beoordeeld door een aantal jury's. Door de jury worden hiervan 6 tot 7 musici uitgekozen om in de aansluitende Regionale Finale te spelen. Aan het slot worden in elke regio 1ste prijzen, 2de prijzen en 3de prijzen uitgedeeld. Voor degenen die niet mochten spelen in de Regionale Finale maar toch iets hebben verdiend zijn er aanmoedigingsprijzen en eervolle vermeldingen te behalen. Na afloop van de Regionale Finale wordt ook bekendgemaakt wie naar de Nationale Halve Finale mogen (alle 1ste prijswinnaars, soms worden ook enkele 2e prijswinnaars eraan toegevoegd). Deze dag wordt georganiseerd in de Stadsgehoorzaal Leiden waar ongeveer 20 musici opnieuw voor een jury spelen. Uiteindelijk worden er 6 musici uitgekozen om in de Nationale Finale van het Klassiek Concours in Amare Den Haag te mogen spelen. Daar worden ook weer 1ste, 2de en 3de prijzen toegekend. Ook wordt er een video van het spel van de musici op YouTube gezet.

## Laureaten van de finales

### Klassiek 1974-1989
- 1974 Noor Kamerbeek, dwarsfluit
- 1975 Jacques Vogelaar, piano
- 1976 Marieke Blankestijn, viool
- 1977 Sepp Grotenhuis, piano
- 1978 Harke Wiersma, contrabas
- 1979 Ellen Corver, piano
- 1980 Peppie Wiersma, slagwerk
- 1981 Hans Eijsackers, piano
- 1982 Dieuwke Kleijn, cello
- 1983 Patrick Hopper, piano
- 1984 Jacomien Punt, altviool
- 1985 Wibi Soerjadi, piano
- 1986 Daniel Rowland, viool
- 1986 Francien Schatborn, viool
- 1986 Godelieve Schrama, harp
- 1988 Nicoline Alt, hobo
- 1988 Sonja van Beek, viool
- 1989 Peter Beets, piano (jazz)
- 1989 Maurice Lammerts van Bueren, piano
- 1989 Niek van Oosterum, piano

### Klassiek 1990-1999
- 1990 Jeroen Bal, piano
- 1990 Johan van Iersel, cello
- 1990 Bart van de Roer, piano
- 1991 Izhar Elias, gitaar
- 1991 Tanja van der Kooij, hobo
- 1991 Bas Verheijden, piano
- 1992 David van Dijk, viool
- 1993 Johann de Jong, piano
- 1993 Carla Leurs, viool
- 1993 Lars Wouters van den Oudenweijer, klarinet
- 1994 Bas van Bommel, piano
- 1994 Martijn Tol, slagwerk
- 1994 Daniël Kramer, piano
- 1995 Lieke te Winkel, viool
- 1995 Jeroen Gulikers, accordeon
- 1995 Catelijne Smit, piano
- 1996 Sarah Wasch, blokfluit
- 1996 Michael Hesselink, klarinet
- 1996 Gwyneth Wentink, harp
- 1997 Maria Beatriz Ramos, piano
- 1997 Charlotte en Josefien Stoppelenburg, zang
- 1997 Lavinia Meijer, harp
- 1998 Christopher Bouwman, hobo
- 1998 Saskia Lankhoorn, piano
- 1998 Christiaan Kuyvenhoven, piano
- 1998 Maureen Wong, piano
- 1999 Christopher Devine, piano
- 1999 Lisa Jacobs, viool

### Klassiek 2000-2009
- 2000 Vera Kerstens, piano
- 2000 Dominique Capello, trombone
- 2000 Anatoli Kotchébine, piano
- 2001 Genia Makhtin, viool
- 2001 Miriam Ruijters, klarinet
- 2001 Birthe Blom, viool
- 2002 Marianne Smit, harp
- 2002 Fleur van Lith, harp
- 2002 Elizabeth Karelse, piano
- 2002 Marsha Malènko, piano
- 2002 Svjatoslav Presnyakov, piano
- 2002 Edwin Lock, piano
- 2002 Lotte Pen, saxofoon
- 2002 Mathieu van Bellen, viool
- 2002 Ensemble Quinta, zang
- 2003 Hannes Minnaar, piano
- 2003 Ka Hyun Kim, piano
- 2003 Giocondo Kwartet
- 2003 Felicia van den End, fluit
- 2003 Lisanne Soeterbroek en Laura Hendriks, viool en altviool
- 2004 Remy van Kesteren, harp
- 2004 HaraVasi-duo: Sumire Hara, viool en Andrea Vasi, piano
- 2004 Joris van den Berg, cello
- 2004 Sharon Niessen, piano
- 2004 Ramon Lormans, marimba
- 2005 Noa Kleisen, piano
- 2005 Alexandra Wijpkema, piano
- 2005 Luuk Penninx, slagwerk
- 2005 Hannah van den Borne, harp
- 2005 Jiri van der Kaay, eufonium
- 2006 Noa Eyl viool en Andrea Vasi, piano
- 2006 Nicolas van Poucke, piano
- 2006 Bas Jongen, cello
- 2006 Saleem Khan, trompet
- 2006 Sviatoslav Presnyakov, piano
- 2007 Elvira van Groningen, viool
- 2007 Vincent van Amsterdam, accordeon
- 2007 Bernadeta Astari, zang
- 2007 Dimitar Dimitrov, piano
- 2007 Shasta Ellenbogen, altviool
- 2008 Ella van Poucke, cello
- 2008 Arthur Rusnovsky, viool
- 2008 Timo Tromp, klarinet
- 2008 Sophiko Simsive, piano
- 2009 Arjan Jongsma, marimba
- 2009 Valentina Tóth, piano
- 2009 Laurens de Man, piano
- 2009 Mengjie Han, piano

### Klassiek 2010-2019
- 2010 Tuur Segers, gitaar
- 2010 Pieter van Loenen, viool
- 2010 Anton Mecht Spronk, cello
- 2011 Svenja Staats, viool
- 2011 Miyu Haraguchi, piano
- 2011 Irene Enzlin, cello
- 2011 Ferdinand Binnendijk, mandoline
- 2012 Lucie Horsch, blokfluit
- 2012 Manuel Sanguino, altsaxofoon
- 2012 Joost Willemze, harp
- 2012 Rik Kuppen, piano
- 2013 Jorian van Nee, piano
- 2013 Ramon van Engelenhoven, piano
- 2013 Laetitia Gerards, sopraan
- 2014 Maarten Oomes, gitaar
- 2014 Jurn Tjoa, piano
- 2014 Stephan Harsono, piano
- 2015 Andrei Makarov, piano
- 2015 Benjamin Farber, altsaxofoon
- 2015 Mayu en Takehiro Konoe, viool en altviool
- 2016 Johan Wiersma, accordeon
- 2016 Caspar Westerman, cello
- 2016 Mischa van Tijn, piano
- 2016 Alexander Warenberg, cello
- 2017 Radu Ratering, piano
- 2017 Sasha Witteveen, contrabas
- 2017 Theodoor Heyning, cello
- 2017 Pelle van Esch, bastrombone
- 2018 Niels Jacobs, trombone
- 2018 Mayte Levenbach, viool
- 2018 Mara Mostert, viool
- 2018 Trio Diotima, piano, viool, cello
- 2019 Mare Keja, cello
- 2019 Enzo Kok, viool
- 2019 Kalina Vladovska, slagwerk

### Klassiek 2020-
- 2020 Huayu Gu, piano
- 2020 Matthijs van Delft, gitaar
- 2020 Iris van Nuland, viool
- 2021 Adinda van Delft, viool
- 2021 Thomas Prechal, cello
- 2021 Steije Maurer, slagwerk
- 2021 Jappe Dendievel, fagot
- 2022 Luna van Leeuwen, viool
- 2022 David Kooi, piano
- 2022 Warre Dendievel, trompet
- 2023 Thijs Willers, piano
- 2023 Jisse Kuipers, trombone
- 2024 Liam Nassereddine, piano
- 2024 Valentijn Jeukendrup, cello

### Compositie
- 1994 Marlijn Helder
- 1997 Bas Kaptijn
- 1998 Joey Roukens
- 1998 Wilbert Bulsink
- 1999 Antal Sporck
- 2000 Tomas Hendriks
- 2001 Claudia Rumondor
- 2003 Christiaan Richter
- 2003 Peter Vigh
- 2005 Niels Berentsen
- 2007 Christiaan Richter
- 2007 Marcha Chocolaad
- 2009 Max van Platen
- 2011 Willemijn Schouten
- 2013 Jorian van Nee
- 2013 Bart Schakelaar
- 2015 Stefan Christian Bele
- 2015 Tijn Wybenga
- 2017 Thomas Prchal
- 2017 Stefan Christian Bele
- 2017 Maarten Bauer
- 2020 Per de Bock
- 2020 Arjan Linker
- 2022 Floris Heijdra

### Jazz
- 2002 Solar
- 2002 Joris Roelofs
- 2002 Bogerman Bigband
- 2004 Jazz Juniors
- 2004 Van Gelder Duo (Ben van Gelder en Gideon van Gelder)
- 2004 Rik Mol
- 2004 Bogerman Bigband
- 2006 The New Arrivals
- 2006 Morris Kliphuis
- 2006 JazzFocus Big Band
- 2008 Caspar van Wijk/Mark Schilders
- 2008 Sebastiaan van Bavel
- 2008 Jochem le Cointre
- 2008 JazzFocus Big Band
- 2010 Twogether
- 2010 Alex Koo/Lennart Heyndels Trio
- 2010 Matiss Cudars Trio
- 2010 JazzFocus Big Band
- 2012 Floris Kappeyne
- 2012 Joel Wilson
- 2012 Oosterdok 4
- 2012 Stefan Franssen Group
- 2012 Festival Youth Big Band
- 2014 Sergio & Olivier
- 2014 Gijs Idema Trio
- 2014 The Jazz Commotion
- 2014 Semey Group
- 2014 Big Bang
- 2016 Tadjiro Velzel Quartet
- 2016 Raquel Kurpershoek
- 2016 Ian Cleaver
- 2016 Fuensanta Méndez
- 2016 Big Band The PuBi's
- 2016 Junior Jazz Limited Big Band
- 2019 The New Jazz Formation: Joris Bangerter, drums, Isadora de Brabander, gitaar, Ziggy Durieux, piano en Gijs Turkenburg, bas
- 2019 Luyi van der Lingen, zang en Gijs Turkenburg, piano
- 2019 Simio: Sergio Abdoelrahman, piano, Tim van Emmerloot, drums en Simon Kalker, contrabas
- 2019 Marti Mitjavila Trio: Marti Mitjavila Casals, klarinet, Simon Osuna, bas en Eloi Pascual, drums
- 2019 Peter Willems, contrabas en zang, Tizaan Aphonso, piano en Bomin Seo, drums
- 2019 Chris Muller, piano, Dan Yu, bas Romme en Jorrit Romme, drums
- 2021 Eva van der Sterren, viool
- 2021 Jelle Willems
- 2021 Crystalizing, Agustín Fulka, gitaar, Ton Felices, contrabas
- 2021 the Preda Brothers, Eduard Preda, piano, Thomas Preda, bas
- 2021 Thijs Scholten, piano
- 2021 Bas Arentsen
- 2021 501 Quartet: Niels Bangerter, gitaar, Edmond Offermann, piano, Juliette van Drongelen, contrabas, Joris Bangerter, drums
- 2023 Femke Mooren Quartet, Femke Mooren, Eva Serrano Alarcón, Kasyfi Kalyasyena, Laurens Buijs
- 2023 Alejandro Martin Puchau, David Guerreiro en Evan van der Feen
- 2023 Joep Grotendorst en Evan van der Feen
- 2023 Sadewa Bekker
- 2023 Lucas Bakker
- 2023 Katja Kuipers
- 2023 Damien Mehldau